# Isoptera
Los isópteros (isoptera, del griego ισός isós, ‘igual’, y πτερον pteron, ‘ala’; ‘alas iguales’) son un infraorden de insectos neópteros, conocidos como termitas, termes, turiros, comejenes, polillas, sepes, anayes, térmites, y también como hormigas blancas, por su semejanza superficial con las hormigas, con las que no están evolutivamente relacionadas, ya que estas últimas son himenópteros. Están estrechamente relacionadas con las cucarachas, puesto que las termitas evolucionaron de un grupo de cucarachas que habitaron la Tierra durante el Carbonífero y el Pérmico por lo que actualmente se clasifican en el mismo orden.
Hasta hace poco, las termitas estaban clasificadas en el orden Isóptera, pero luego se aceptaron como un infraorden del orden Blattodea y en el suborden Blattoidea junto con sus parientes más cercanos las cucarachas del género Cryptocercus y la familia Blattidae. Incluso se han degradado aún más, hasta la superfamilia Termitoidea, según algunos autores.
Su nombre científico se refiere al hecho de que las termitas adultas presentan dos pares de alas de igual tamaño. Son un grupo de insectos sociales que construyen nidos (termiteros). Las termitas se alimentan de la celulosa contenida en la madera y sus derivados, que degradan gracias a la acción de los protozoos de su sistema digestivo, con los que viven en simbiosis. La mayor parte de las termitas son de climas tropicales o subtropicales, pero unas pocas viven en climas templados. Se conocen unas 3000 especies, seis de las cuales han sido introducidas a otras regiones como plagas urbanas.

## Generalidades

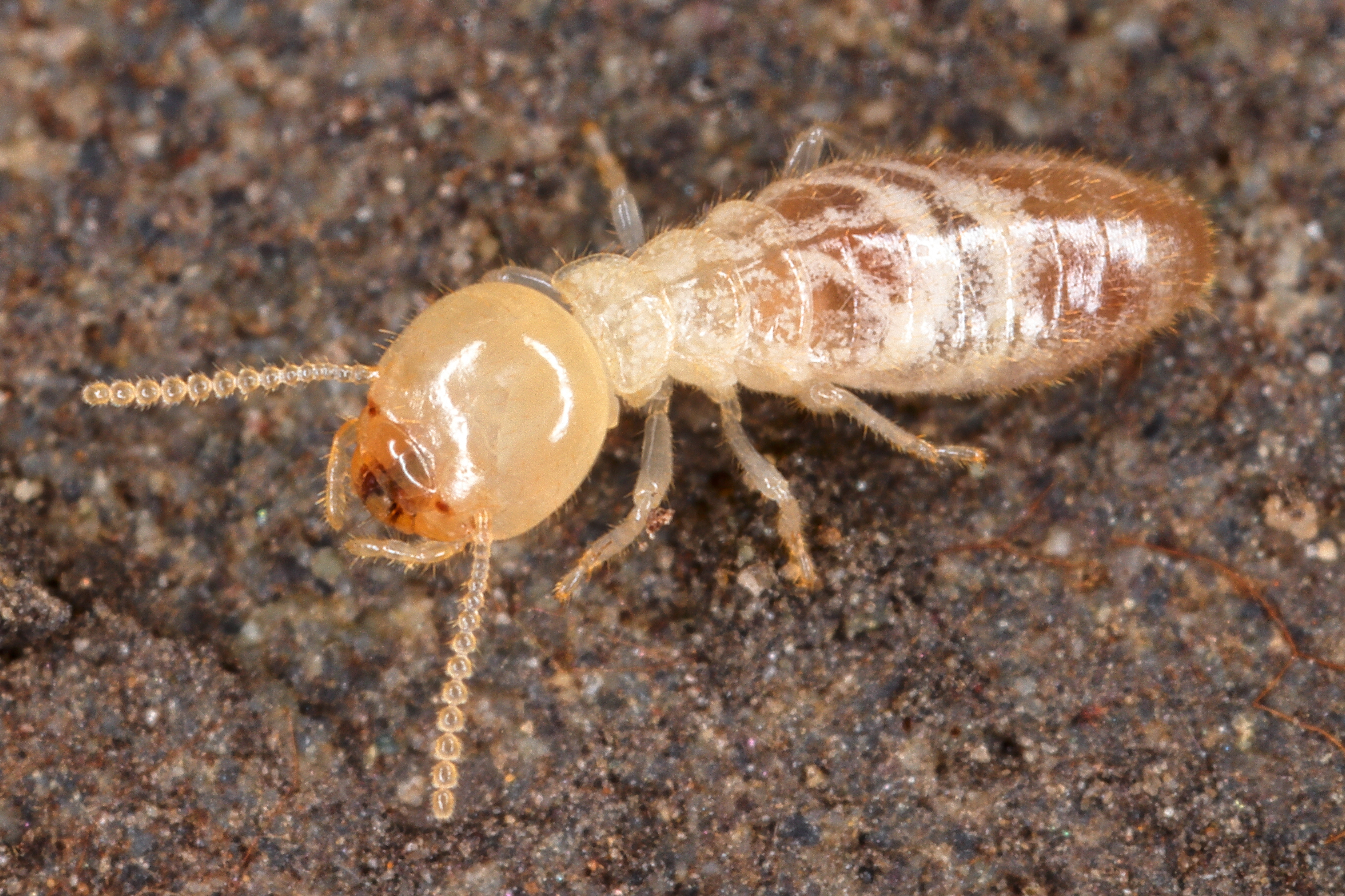

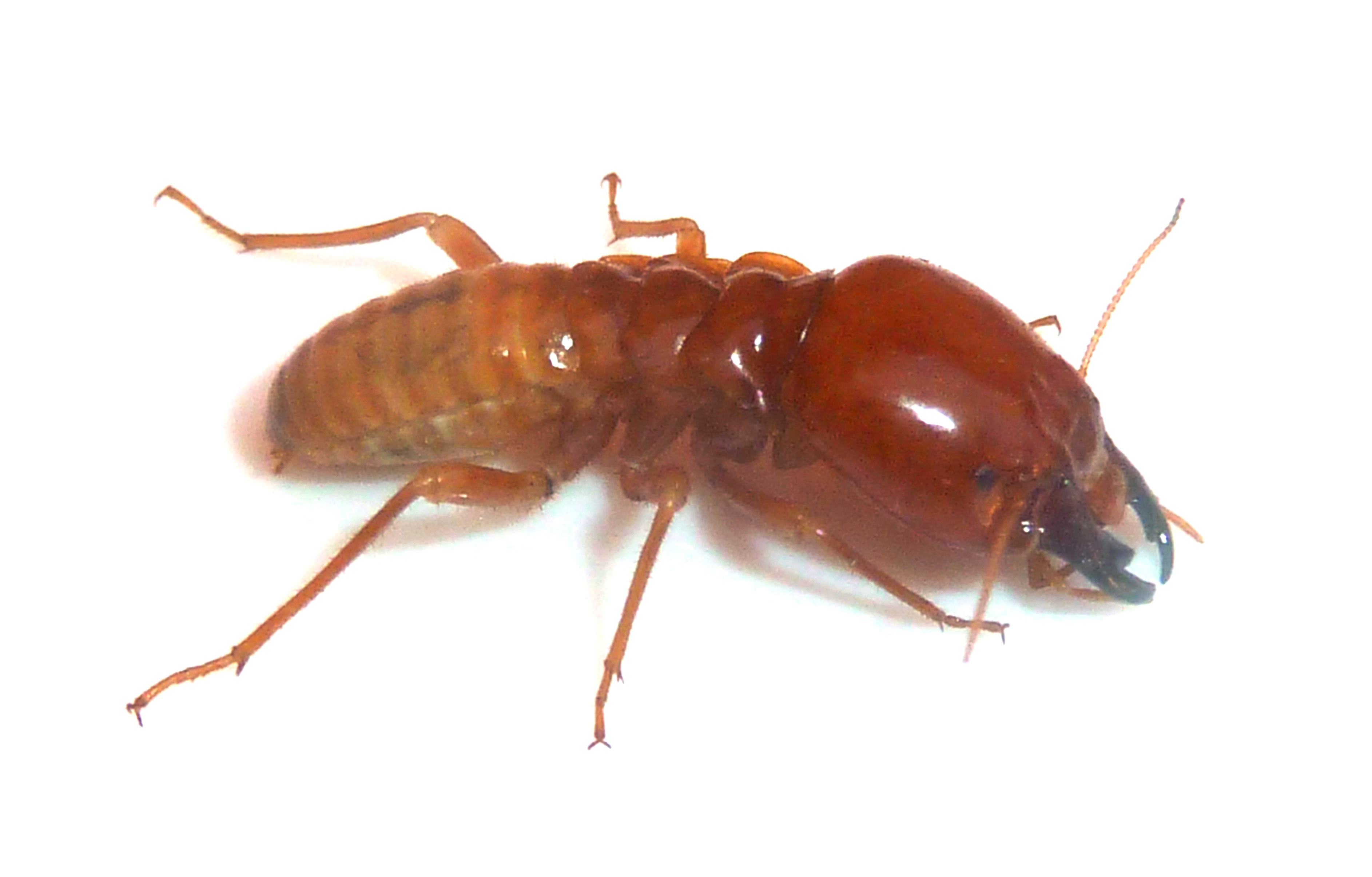
Hodotermes mossambicus, soldado

Las termitas son abundantes y diversas en América del Sur, África y Australia particularmente en los bosques tropicales de tierras bajas y sabanas. Muchas especies construyen colonias en forma de montículos y otras muchas son arbóreas o de vida subterránea. Las termitas que construyen montículos remueven grandes cantidades de tierra en los suelos duros y poco fértiles, con lo que contribuyen a la aparición de pequeñas plantas que pueden alcanzar el tamaño de arbustos y pequeños árboles. En el suroeste de África algunos científicos les atribuye a termitas de las familias Hodotermitidae y Rhinotermitidae la capacidad de modificar la vegetación a modo de producir círculos de hada.
Las termitas por sí mismas no son capaces de digerir la celulosa, pero pueden aprovechar sus nutrientes gracias a la degradación de celulosa que realizan protozoos que viven en simbiosis dentro del aparato digestivo de las obreras. La alimentación del termitero se produce por trofalaxia, las termitas transportan el alimento en el aparato digestivo, y lo transmiten a otros individuos a través del conducto anal o de la boca. Las termitas tienen importancia económica como plagas en estructuras de madera, obras de arte y productos almacenados.
Es difícil saber si una estructura está siendo atacada por una colonia de termitas debido a su reducido tamaño, ya que poseen fototropismo negativo, es decir, huyen de la luz. Actualmente, existen aparatos especializados para poder escucharlas a través de un tabique y descubrir si realmente hay actividad termítica.
Todo el volumen de una viga de madera contiene celulosa, por tanto, toda la viga puede ser devorada por las termitas. Comienzan a consumirla por las zonas que se encuentran incluidas en la obra, avanzando por toda la pieza; pudiendo presentar un aspecto exterior normal que está horadado en su interior. La termita come la madera con las mandíbulas quitinizadas; ingiere las partículas y realiza una segunda trituración al nivel del buche. En seguida, la madera pasa al intestino medio, donde sufre la acción de enzimas proteolíticas y amilolíticas; de aquí pasa a la cámara de fermentación, donde la ingieren los protozoos, responsables de la digestión de la celulosa.
Las termitas atraviesan cualquier cosa para llegar hasta la madera, incluso el hormigón si es preciso. Para realizar esta acción, muchas veces aprovechan las juntas del hormigón para atravesar muros supuestamente infranqueables, pero otras desgranan el material realizando una galería que atraviesa la pared sin problemas.
Viven en colonias que pueden contar hasta con tres millones de individuos. En cada colonia, la reina o reinas son las únicas que ponen huevos y sus ovarios aumentan de tamaño de forma sorprendente. La mayoría de estos insectos carece de alas, pero durante la época de la reproducción algunas las desarrollan y abandonan el grupo para formar colonias propias. Las termitas consumen celulosa en todas las formas. Por eso estos insectos no solo se alimentan de la madera en los hogares y edificios, sino de todo lo que encuentran a su paso que la contengan, consumirán papel, alfombras y cualquier otro material a base de celulosa.

## Tipos de termitas

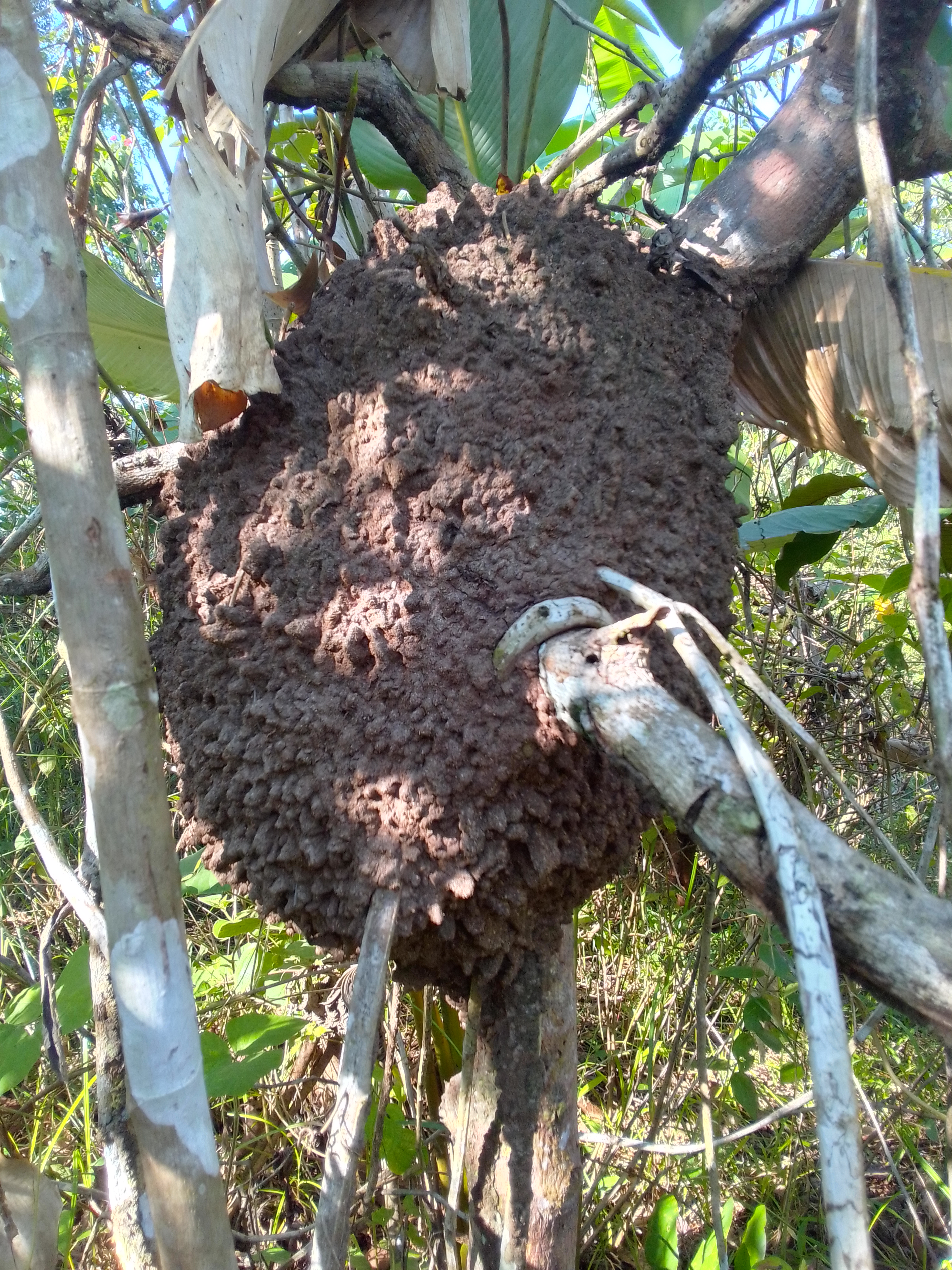
Nido de termitas en la Amazonía peruana.

Los investigadores identifican tres grupos ecológicos de termitas.

### Termitas de madera húmeda
Estas viven en ambientes blandos como madera y suelos húmedos, provenientes de entornos cercanos a cuerpos de agua. Los bosques de coníferas son el hábitat más representativo de este tipo de termita.

### Termitas de madera seca
Prefieren los tipos de madera seca y dura. Se hallan en ambientes naturales y en zonas urbanas donde se maneja la madera para fines comerciales. Estas termitas resisten largos períodos sin agua y pueden llegar a ser invasoras.

### Termitas subterráneas
Se hallan debajo de construcciones y se alimentan de madera disponible en las proximidades. Es común que aparezcan en hogares y edificios, destruyendo parte de los inmuebles y convirtiéndose en plagas.

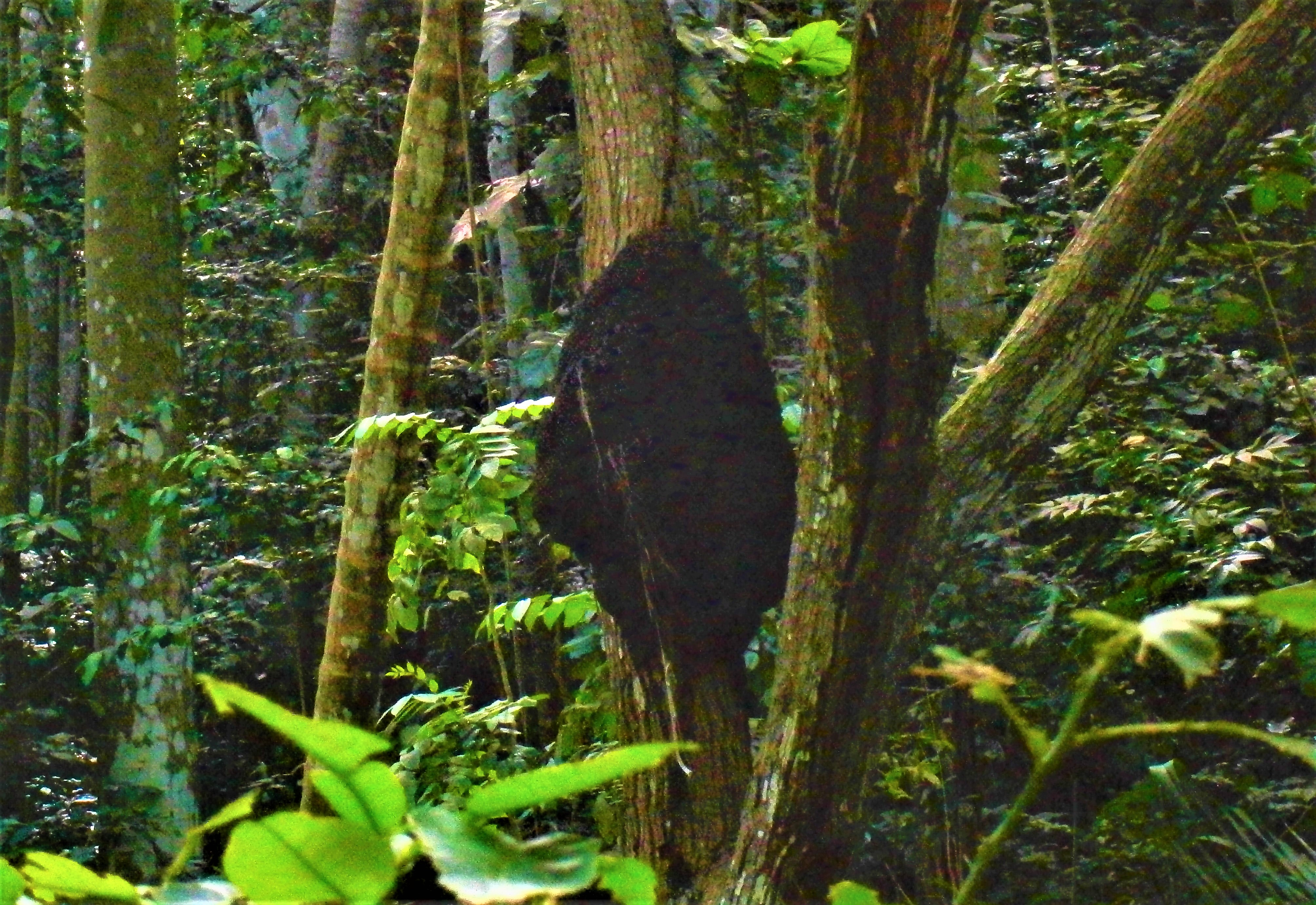
Nido de termitas en la Reserva Welchman Hall Gully (parroquia de Saint Thomas, Barbados).

## Ciclo biótico
Los isópteros son insectos hemimetábolos con fases de huevo, ninfa y adulto. Los adultos se diferencian en castas:

### Castas de termitas

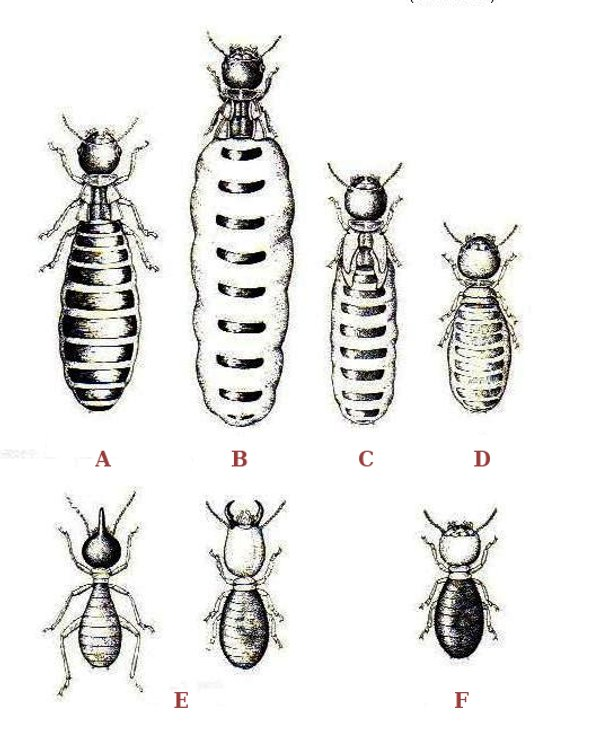
Sistema de castas en termitas.
A — Rey
B — Reina
C — Reina secundaria
D — Reina terciaria
E — Soldado
F — Obrero

Las castas de termitas son los diferentes tipos de termitas, básicamente son tres: obreros, soldados y reproductivos, aunque en algunas especies existe una cuarta casta: pseudoergados. Pese a ser formas adultas diferentes, todos los individuos comparten el mismo ADN, sin embargo, por efecto de las hormonas producidas por los individuos de cada casta, las larvas acaban desarrollándose como adultos con características propias de una casta u otra mediante procesos un tanto desconocidos. Por ejemplo, aparecen más adultos de una determinada casta cuanto menor sea el número de adultos de esta casta respecto al que debería haber.

#### Obreros
Son ápteros (sin alas), de ambos sexos y son estériles. Suelen ser ciegos con la excepción de la familia Hodotermitidae. Esta casta cumple un papel importante en las colonias, ya que es la que desarrolla la mayor parte de los trabajos en el nido, entre los que se pueden mencionar: su construcción y mantenimiento; el cuidado y alimentación de los juveniles; alimentación de las castas que no se pueden alimentar por sí mismas como los soldados y la pareja real; elaboración de túneles para la búsqueda de alimento; acicalamiento y limpieza de otras castas, etc. Su cuerpo generalmente está poco esclerotizado.

#### Soldados
Pueden ser de ambos sexos, pero sus adultos son estériles. Se reconocen fácilmente por tener una cabeza grande y bien esclerotizada, que a veces llega a ser más grande que el resto del cuerpo. Muchos tienen las mandíbulas muy desarrolladas para morder al enemigo; otros están más especializados y tienen un rostro puntiagudo asociado a glándulas, de modo que pueden repeler a otros animales con chorros de esta secreción. Las secreciones pueden ser de diferente tipo, aunque lo más normal es que sean tóxicas, repelentes o pegajosas. Su papel es la defensa de las colonias de termitas.
- Soldado mandibulado: se trata del tipo de termita soldado más emblemático; se caracteriza por una cabeza especialmente grande y fuerte con unas mandíbulas también especialmente grandes y fuertes; su método de combate se basa en la lucha cuerpo a cuerpo mediante mordiscos y/o cortes; sus mandíbulas pueden ser asimétricas para potenciar su capacidad de corte por un determinado lado. Además, también pueden emitir chasquidos al juntar las mandíbulas para intimidar.
- Soldados fragmóticos: usan sus cabezas anchas y duras como escudo para taponar túneles y orificios del termitero e impedir que la incursión enemiga continúe avanzando sin tantas bajas o heridos como podría provocar otros métodos de contención, pero con el inconveniente de que tiene una menor capacidad ofensiva y de provocar bajas al enemigo.
- Soldados narigudos: tienen una cabeza especialmente grande y mandíbulas muy pequeñas inservibles para la guerra; su método de lucha consiste en disparar sustancias para neutralizar sus enemigos.
- Soldados nasutoides: con una cabeza especialmente grande, combinan los ataques químicos con unas mandíbulas más desarrolladas que los soldados narigudos que tienen diferentes grados de operatividad para el combate según el tipo; se trata, pues, de una especie de fusión entre el soldado mandibulado y el soldado narigudo.

Su porcentaje varía entre un 2 % y un 10 % según las fuentes (15 % según algunas imágenes aparentemente no seleccionadas).

#### Reproductores

##### Alados

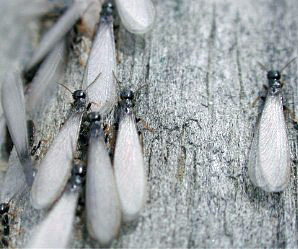
Formas aladas.

Los alados son imagos que todavía mantienen sus alas. Los reproductores alados son los que pueden producir nuevas reinas y reyes. Los alados salen masivamente de la colonia, cuando se encuentran, ocurre el apareamiento en túneles para evadir los depredadores y otros azares. Pueden confundirse fácilmente con hormigas aladas. Para diferenciarlas hay que observar detalles como las antenas, el abdomen y la longitud de sus alas. Los alados pierden las alas inmediatamente o seguido del contacto con el sexo opuesto.

##### Reproductores primarios (Pareja real)
Los reproductores primarios son llamados Rey y Reina. Sus cuerpos están normalmente bien esclerotizados, excepto la hembra de algunas especies, cuyo abdomen puede llegar a ser enorme debido a la hipertrofia de sus ovarios.

##### Reproductores secundarios
En el caso de que la reina muera o de que esté muy vieja y su producción de huevos decrezca, se pueden producir reinas sustitutas llamadas neoténicos (o reproductores de reemplazo), su función es la de seguir expandiendo la colonia. Tienen el cuerpo normalmente menos esclerotizado que los primarios.

#### Pseudoergados
Casta no presente en todos los termiteros. Individuos no totalmente diferenciados que en función de las necesidades de la colonia pueden transformarse en una de las tres castas principales: obreros, soldados o reproductores secundarios.

## Localización y plagas

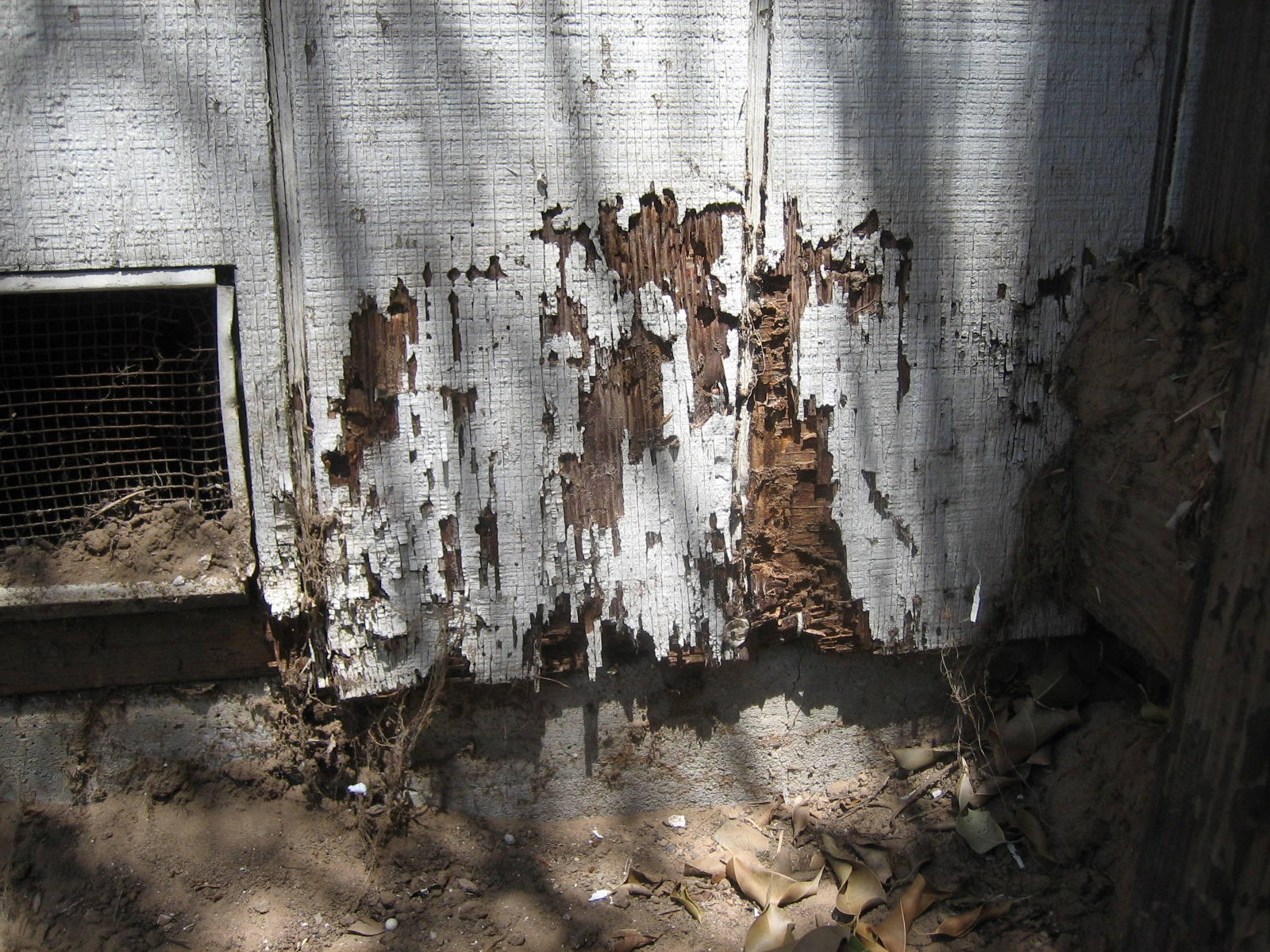
Daños causados por termitas.

En 1930 se introdujo en Europa Central la Reticulitermes flavipes, y desde 1937 no ha dejado de propagarse, encontrándose actualmente en diversas ciudades de Francia y Alemania, como Hamburgo. Existe asimismo el peligro de propagación de Zootermopis angusticollis, introducida por primera vez en 1956, procedente de Estados Unidos como la anterior. En Europa meridional y el norte de África se encuentran los Isópteros Kalotermes flavicollis y Retuculitermes lucifugus, que son las dos únicas especies nativas de Europa. En África tropical, se encuentra la Termes bellicosus.

### Uso de ácido bórico
Desde 1948, se usa el ácido bórico para atacar la invasión de termitas.[cita requerida]

## Tipos de nidos

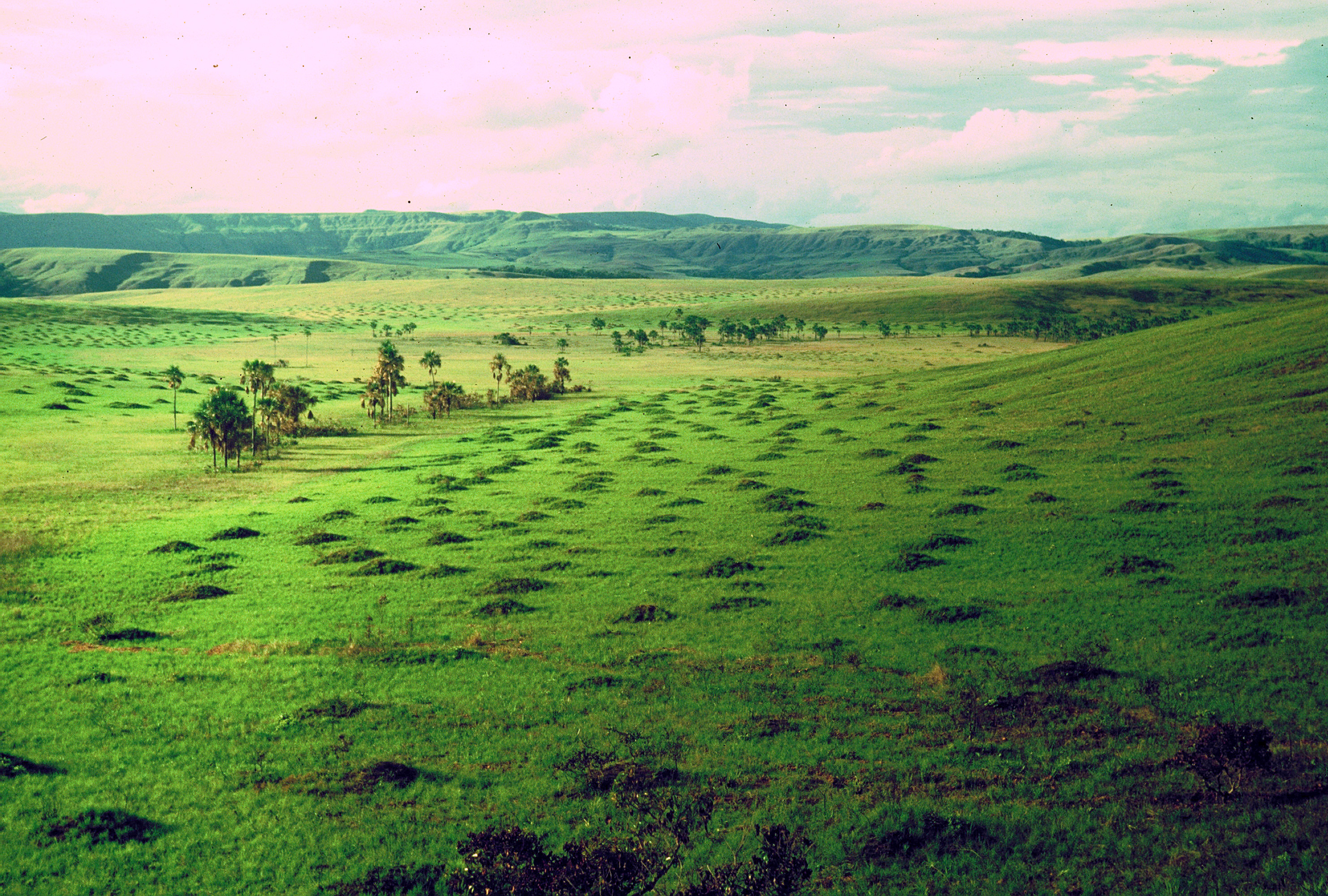
Termiteros en La Gran Sabana, Venezuela.

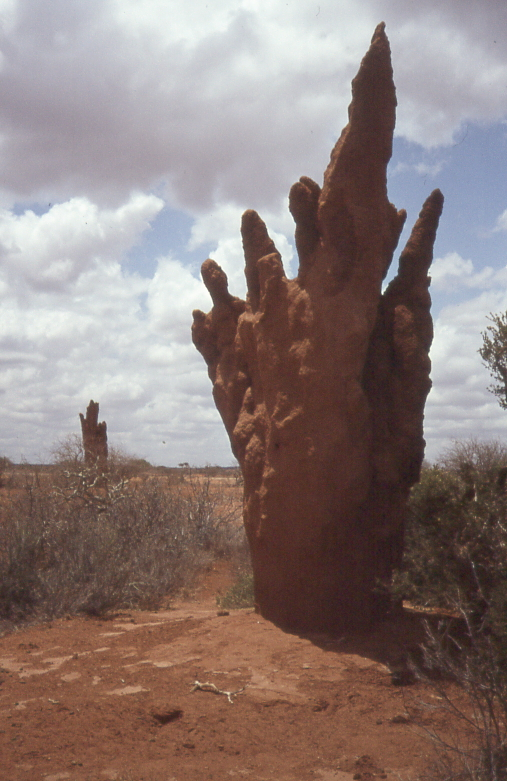
Nido epigeo en Somalia.

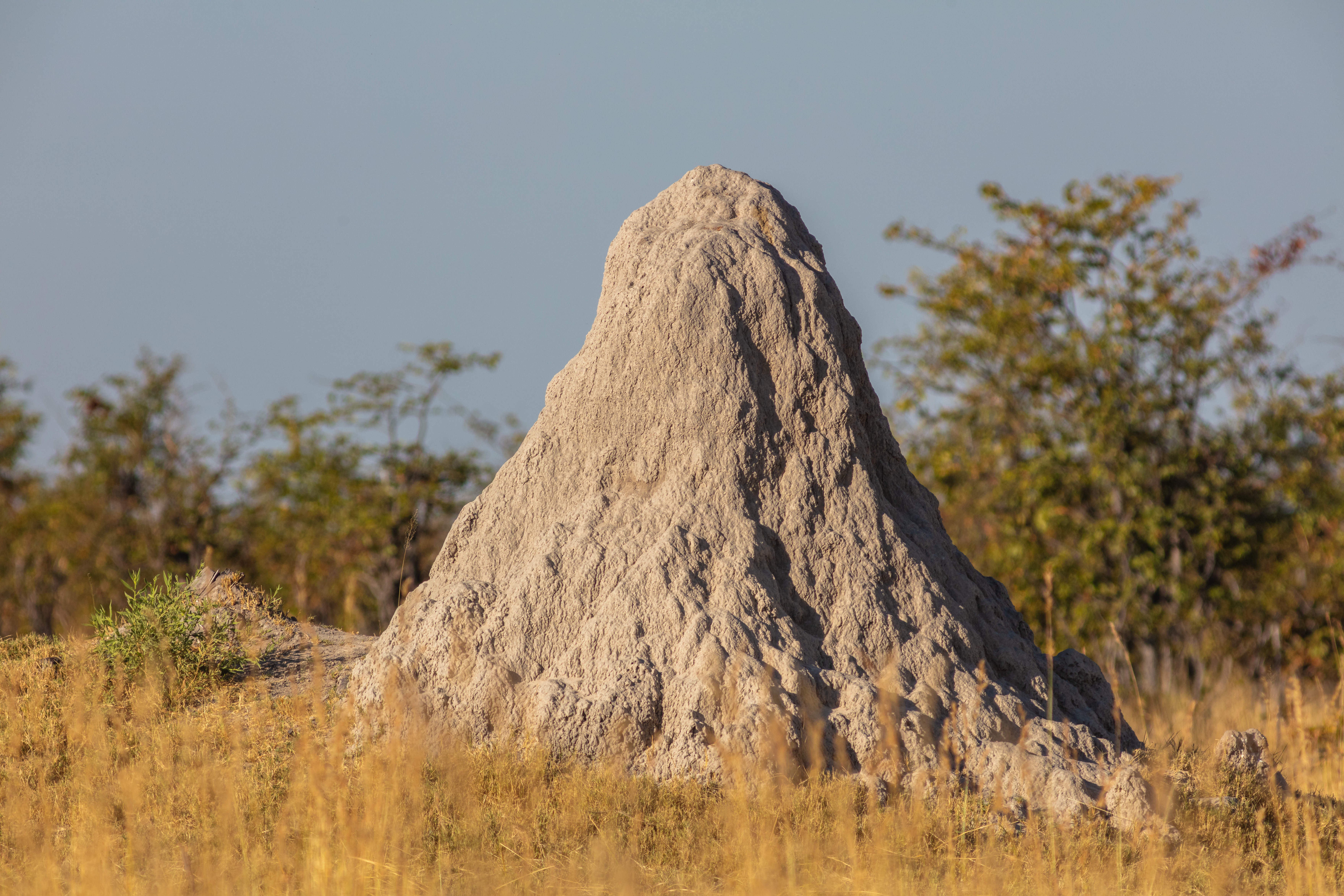
Nido en el delta del Okavango, Botsuana.

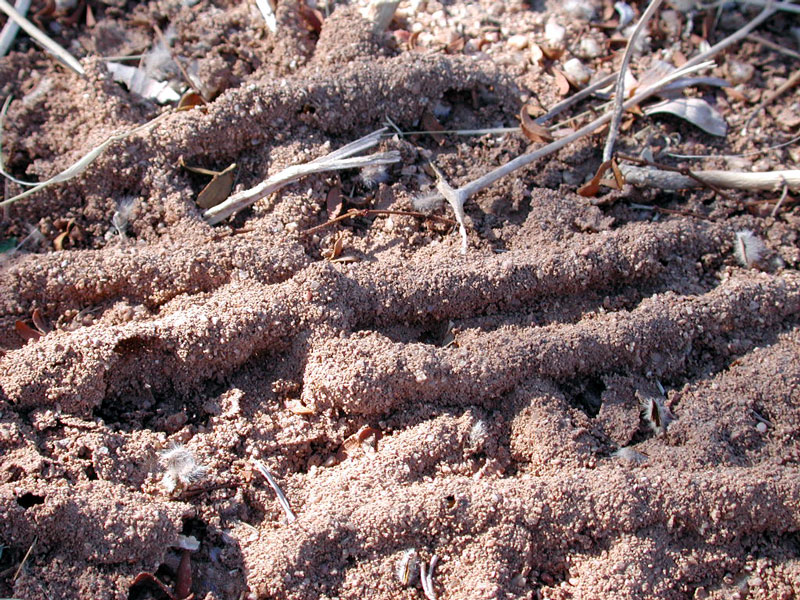
Pistas subterráneas de Gnathamitermes perplexus.

Otra característica de todos los insectos eusociales son los nidos; en el caso de las termitas presentan una gran diversidad; algunas veces presentan una arquitectura compleja, pudiendo llegar a alcanzar tamaños formidables (más de 1000 m³ en algunos Macrotermes).
El hábitat primitivo de las termitas fue probablemente dentro de madera muerta, como troncos, partes muertas de árboles vivos; donde la sociedad encontraba alimento y refugio, lo que denominan como nidos de una pieza.
Dentro del grupo de nidos separados se distinguen tres principales categorías:
- Nidos subterráneos, este termitero esta en el subsuelo, a más de 40 m[cita requerida] del lugar en el que se detectan sus señales.
- Nidos epígeos o termiteros catedrales, son un tipo de nido que sobresale de la superficie del suelo (montículos). Algunas termitas construyen los nidos como columnas que pueden llegar a medir 8 m, pero lo más común es que midan de 3 a 4. Están orientadas al norte: la altura y la orientación ayudan a regular la temperatura, con un margen de variación de uno o dos grados. Independientemente de la temperatura que haya fuera, dentro del termitero siempre hay una atmósfera más fresca. Están construidos con una arcilla resultado de una mezcla de saliva, tierra y excrementos. Algunas construcciones consiguen tal dureza, que son necesarios explosivos para destruirlas.[20] Este tipo de termiteros solo lo construyen los termes bélicos.
- Nidos arbóreos, construidos en troncos o en una rama de un árbol, que siempre están unidos al suelo por galerías cubiertas.

Sin embargo, hay algunos nidos intermedios. Los nidos epígeos siempre tienen una parte basal subterránea, más o menos importante y a veces preponderante, como en Hodotermitidae. Algunos nidos epígeos están construidos contra un tronco de un árbol y si la base es reducida tienden a hacerse arbóreos.

## Algunas especies
Algunas especies de termitas son:
- La termita de la sabana africana, Macrotermes natalensis.
- La termita brújula, Amitermes meridionalis.
- La termita del árbol, Nasutitermes.
- La termita trintraro Porotermes quadricollis